# Premio Sant Joan de narrativa
El Premio BBVA Sant Joan de narrativa es un premio literario en lengua catalana, inicialmente convocado por la Fundación Caixa Sabadell, después por la obra social de Unnim y, desde 2014, por la Fundació Antigues Caixes Catalanes (FACC) junto con BBVA. Al premio  pueden optar todas las variantes de la prosa narrativa en catalán. Hasta la edición del 2011 estaba dotado con 60.000 euros y, desde el 2012, la dotación es de 35.000. La entrega tiene lugar alrededor de la festividad de San Juan, en junio.

## Ganadores
- 1981 - Antoni-Lluc Ferrer, por Adéu, turons, adéu
- 1982 - Margarida Aritzeta, por Un febrer a la pell
- 1983 - Vicenç Villatoro, por País d'Itàlia
- 1984 - Gabriel Janer Manila, por Els rius de Babilònia
- 1985 - Antoni Turull, por La torre Bernadot
- 1986 - Manuel Bofarull, por Els hereus de la terra
- 1987 - Declarado desierto por el jurado
- 1988 - Manuel Joan Arinyó, por Les nits perfumades
- 1989 - Miquel Bauçà, por L'estuari
- 1990 - Olga Xirinacs, por Enterraments lleugers
- 1991 - Desierto
- 1992 - Pau Faner, por Mal camí i bon senyor
- 1993 - Maria de la Pau Janer, por Màrmara
- 1994 - Oriol Pi de Cabanyes, por Pel bell nord glaçat
- 1995 - Jaume Pla, por De l'art i de l'artista. Dietari 1982-1991
- 1996 - Josep Piera, por Seduccions de Marràqueix
- 1997 - Ramon Folch i Camarasa, por Testa de vell en bronze
- 1998 - Antoni Dalmases, por Al mig del camí
- 1999 - Antoni Vidal Ferrando, por La mà del jardiner
- 2000 - Andreu Carranza, por Anjub
- 2001 - Lluís Barbé, por Retrat de família sobre fons de trèvols
- 2002 - Desierto
- 2003 - Vicenç Pagès, por La felicitat no és completa
- 2004 - Toni Sala, por Rodalies
- 2005 - Pep Coll, por El salvatge dels Pirineus
- 2006 - Valentí Puig, por La gran rutina
- 2007 - Desierto
- 2008 - Baltasar Porcel, por Cada castell i totes les ombres
- 2009 - Jordi Coca, por La nit de les papallones
- 2010 - Joan Barril, por Les terres promeses
- 2011 - Andreu Martín, por Cabaret Pompeya
- 2012 - Ada Castells, por Pura sang
- 2013 - Àlvar Caixal, por Les llavors del silenci

- 2014 - Melcior Comes, por Hotel Indira[3]
- 2015 - Najat El Hachmi, por La filla estrangera[4]
- 2016 - Carme Riera, por Les últimes paraules[5]
- 2017 - Rafael Vallbona, por La casa de la frontera[6]
- 2018 - Gema Lienas, por El fil invisible[7]
- 2019 - Desierto[8]
- 2020 - Albert Forns, por Abans de les cinc som a casa[9]